# 69-та мотострілецька дивізія (РФ)
69-та гвардійська мотострілецька Красносільська ордена Леніна, Червонопрапорна дивізія (69 МСД, в/ч 02511) — з'єднання мотострілецьких військ Сухопутних військ Збройних сил Російської Федерації чисельністю в дивізію. Пункт постійної дислокації — селище Каменка Виборзького району Ленінградської області. Входить до складу 6-ї загальновійськової армії, Західний військовий округ.
1992 року 45-та гвардійська мотострілецька дивізія перейшла під юрисдикцію Росії. 1997 року дивізія переформована на 138-му мотострілецьку бригаду. Взимку 2015 року вела бої на Донбасі. У 2022 році підрозділи бригади брали участь у повномасштабному вторгненні РФ в Україну, де вели бої під Харковом. 2024 року бригада переформована на 69-ту мотострілецьку дивізію.

## Історія
Після розпаду СРСР 45-та гвардійська мотострілецька дивізія Радянської армії увійшла до складу Збройних сил Російської Федерації.
У 1992 році дивізія отримала статус миротворчої. Вона брала участь у придністровському, грузино-абхазькому, грузино-осетинському збройних конфліктах.
Військовослужбовці з'єднання виконували завдання у Югославії й Таджикистані.
У 1994—1995 роках солдати 45-ї гвардійської мотострілецької дивізії брали участь у Першій російсько-чеченській війні (129-й гв. мотострілецький полк під командуванням гвардії полковника Олександра Борисова й 133-й окремий гв. танковий батальйон) у найзапекліших боях у Грозному й Ханкалі.
У грудні 1997 року у зв'язку з реформуванням Збройних сил Росії з 45-ї дивізії була створена 138-ма окрема мотострілецька бригада, що успадкувала ордени, почесні найменування, історичний формуляр, бойову славу та всі традиції з'єднання.
З 1 вересня 2010 року у зв'язку з ліквідацією Ленінградського військового округу перейшла до складу створеного Західного військового округу.

### Російсько-українська війна
Бригада під командуванням генерала Аркадія Марзоєва брала участь у війні з Україною на Донбасі. За даними британського аналітичного центру RUSI, бригада діяла у складі Південної операційної зони в районі Маріуполя. Там вона 3 тижні вела бої і зазнала значних втрат, була замінена на підрозділи 2-ї Таманської мотострілецької дивізії. За даними BBC зазнала тяжких втрат наприкінці січня — першій половині лютого 2015 року в боях за Дебальцеве.

### Російське вторгнення в Україну 2022 року
2022 року підрозділи полку брали участь у повномасштабному вторгненні РФ в Україну. З першого дня війни 24 лютого під Харків в с. Мала Рогань і с. Вільхівка увійшли дві батальйонні тактичні групи 138-ї мотострілецької бригади та зведена БТГ 59-го танкового полку ЗС РФ. Вони були перекинуті з полігону в Курській області, де четверо військовослужбовців відмовилися воювати на території України. У складі батальйонних груп було близько половини солдат строкової служби.
Зачистка с. Мала Рогань і с. Вільхівка від російських сил тривала три дні з 25 березня до 28 березня.
30 березня Юрій Бутусов повідомив, що під Харковом були розбиті дві батальйонно-тактичні групи, які були створені на основі 138-ї бригади, а також 59-й танковий полк. Він повідомив, що були захоплені штаби цих частин, вся штабна документація, карти, списки особового складу, машини управління, повні комплекси зв'язку.
Наприкінці 2023 року бригада перебувала на півночі Луганської області, брала участь у боях під Кремінною та у спробах сил РФ наступати на Куп'янськ.
У травні 2024 року 138-ма окрема мотострілецька бригада переформована на 69-ту мотострілецьку дивізію.

## Командири
- 21.11.1997 — 15.7.1999 — генерал-майор Малофєєв Михайло Юрійович.
- 05.8.1999 — 07.7.2000 — генерал-майор Турченюк Ігор Миколайович.
- 08.07.2000 — 21.09.2000 — т. в. о. полковник Фатулаєв Багір Юсуф-огли.
- 22.9.2000 — 22.02.2002 — генерал-майор Йолкін Анатолій Анатолійович.
- 11.7.2002 — 09.6.2004 — генерал-майор Сердюков Андрій Миколайович.[7][8]
- 22.6.2004 — 14.6.2005 — генерал-майор Цільке Володимир Генріхович.
- 14.6.2005 — 24.4.2008 — полковник Романенко Олександр Васильович.
- 25.4.2008 — 19.6.2008 — т. в. о. полковник Фролов Володимир Петрович.
- 20.6.2008[9] — 10.2009[10] — полковник Асланбеков Алібек Наврузбековіч.
- 2009 — 26.10.2010[11] — полковник Яшин Дмитро Олександрович.
- 19.04.2011[12] — 10.09.2014 — генерал-майор Новкін Олександр Іванович.
- 2014 — 07.2016 — генерал-майор Марзоєв Аркадій Васильович.
- 07.2016 — 09.2017 — полковник Плохотнюк Валерій Володимирович.
- 09.2017 — 09.2019 — полковник Колесников Олексій Миколайович.
- З 09.2019 — полковник Колчин Василь Іванович.

## Склад

### Бригада (1997-2024)
- 667-й окремий гвардійський мотострілецький Ленінградський батальйон.
- 697-й окремий гвардійський мотострілецький Ленінградський батальйон.
- 708-й окремий гвардійський мотострілецький Ленінградський Червонопрапорний батальйон.
- 133-й окремий гвардійський танковий Ідріцкій Червонопрапорний, ордена Суворова батальйон.
- 486-й окремий гвардійський самохідно-артилерійський Ленінградський Червонопрапорний дивізіон.
- 721-й окремий самохідно-артилерійський дивізіон.
- 383-й окремий реактивний артилерійський дивізіон.
- 3525-й окремий протитанковий артилерійський дивізіон.
- 247-й окремий гвардійський зенітний ракетний дивізіон.
- 253-й окремий зенітний ракетно-артилерійський дивізіон (с.Каменка, Виборгський р-н, Ленінградська обл.)
- 49-й окремий гвардійський інженерно-саперний батальйон.
- 511-та окрема рота радіоелектронної боротьби.
- Батарея управління та артилерійської розвідки (начальника артилерії).
- Взвод управління і радіолокаційної розвідки (начальника протиповітряної оборони).
- Взвод управління (начальника розвідувального відділення).
- Ремонтно-відновлювальний батальйон.
- Батальйон матеріального забезпечення.
- Комендантська рота.
- Рота РХБЗ.
- Медична рота.
- Взвод інструкторів.
- Взвод тренажерів.
- Полігон.
- Оркестр.

### Дивізія (з 2024)
- 667-й мотострілецький полк
- 697-й мотострілецький полк
- 708-й мотострілецький полк
- 133-й танковий полк
- дивізійна артилерійська група:
  - 486-й самохідний артилерійський полк
  - 383-й реактивно-артилерійський дивізіон
  - 1525-й протитанковий артилерійський дивізіон
- 247-й зенітно-ракетний полк
- батальйони інженерного забезпечення
- батальйон радіоелектронної боротьби
- батальйон розвідки
- батальйон медичного забезпечення

## Втрати
Із відкритих джерел відомо про деякі втрати бригади:

### Відео
- Большие потери у 138-й ОМСБр ВС России, в/ч 02511 в Украине